# Umm al-Amad Kibli
Umm al-Amad Kibli (arab. ‏أم العمد قبلي‎) – wieś w Syrii, w muhafazie Aleppo, w dystrykcie Dżabal Siman. W 2004 roku liczyła 314 mieszkańców.